# Église Saint-Victor de Saint-Victor (Ardèche)
L'église Saint-Victor est érigée dans la commune de Saint-Victor (Ardèche), département de l'Ardèche en région Auvergne-Rhône-Alpes. Son architecture est de style néoclassique. L'édifice est situé au cœur du chef-lieu de la commune.

## Historique
Les documents cités dans la bibliographie de l'article permettent d'établir la chronologie suivante : 
- 1523 : D'après le « Pouillé de l’Eglise de Vienne », Saint-Victor et l’ensemble des paroisses vivaroises situées au nord du Doux dépendent alors de l’archidiocèse de Vienne (Isère).
- 1789 : Révolution…
- 1793 : Fermeture de l’église au culte ?
- 1802 : Réouverture officielle au culte : l’église demeure paroissiale dans le cadre de la mise en place de l’organisation temporelle concordataire.
- 1807 : Réorganisation du maillage paroissial : l’église perd son statut d’église paroissiale. En effet le budget des traitements des ministres des cultes et donc le nombre des paroisses est revu à la baisse par l’État.
- 1820 : Rétablissement du statut d’église paroissiale. Le desservant de Saint-Victor redevient fonctionnaire d’État jusqu’à la Loi de séparation des Églises et de l'État
- 1834 : Constitution du cadastre « napoléonien » de Saint-Victor. L’église apparaît sur le plan. Elle se situe au même emplacement que l’église actuelle. Elle est entourée par le cimetière communal.
- 1841 : Délibération du conseil de fabrique décidant la mise à bas de l'ancienne église et la construction d'une nouvelle plus vaste (18 avril)
- 1843 : Première pierre posée (12 avril) et reconstruction de l’église Saint-Victor en style néoclassique.
- 1844 : Inauguration et bénédiction solennelle par l'évêque de Viviers Joseph Hippolyte Guibert (29 novembre).
- 1878-1881 : Campagnes de travaux d’embellissement.
- 1906 : Inventaire de l’église dans le cadre de la Loi de séparation des Églises et de l'État.
- 1954 : Ravalement des façades.
- 1973-1975 : Rénovation de l’intérieur, réaménagement du chœur et restauration des vitraux par l’Atelier Thomas.
- 1978-1979 : pose d’un paratonnerre sur le clocher.
- 1986 : Réparation de la toiture.
- 1994 : Les paroisses catholiques du canton de Saint-Félicien et à l’exception de celles d’Arlebosc et de Lafarre forment l’« Ensemble Inter Paroissial de Saint-Félicien ».
- 1997 : Remplacement du chauffage au gaz.
- 2003 : Création de la paroisse « Saint-François Régis des vals d’Ay et de la Daronne », par fusion des paroisses catholiques situées sur les territoires des cantons de Satillieu et de Saint-Félicien à l’exception d’Arlebosc (1er janvier) [1].
- 2004-2005 : Campagne de travaux, l’église prend son aspect intérieur actuel.

## Description générale
L’édifice actuel a remplacé une église plus petite du XVe siècle qui tombait en ruines. Seule la tour clocher subsiste de l'ancienne église. Son plan est basilical.

## Vocable
- Saint Victor est le patron de cette église.

## Visite de l'édifice

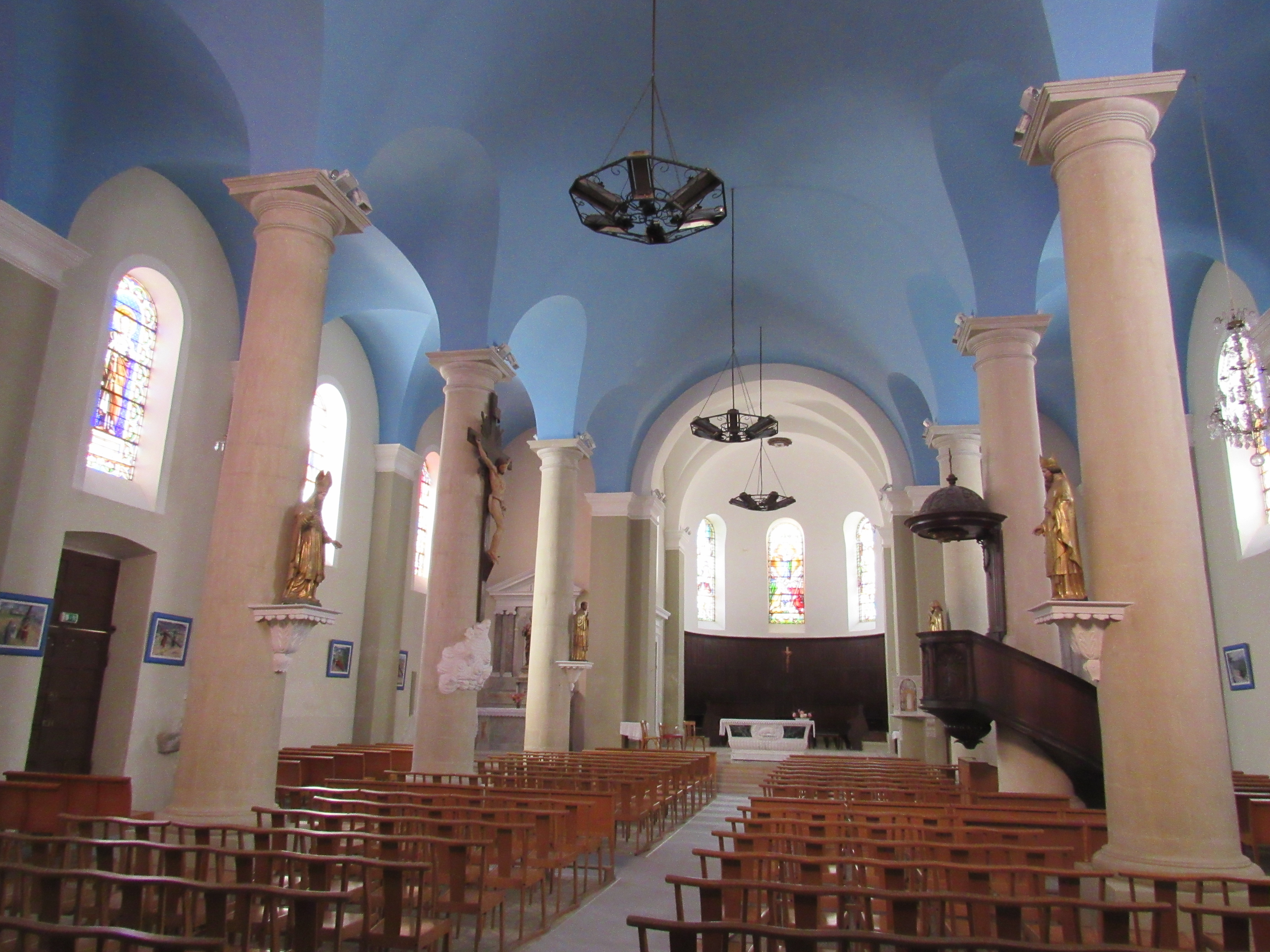
Intérieur de l'église

### Le sanctuaire
Plusieurs éléments aux fonctions liturgiques précises : 
- le siège de présidence, ici à l’assise rouge.
- la Croix du Christ, placée ici dans les stalles,
- l’ambon,
- l’autel, date de 1845. Sa face tournée vers la nef est décorée par un bas-relief représentant L’Agneau de Dieu
- le tabernacle, placé à droite de l’autel, en réemploie. Il date également de 1845 et porte la même signature que l’autel. Sa porte décorée représente Le Bon Pasteur.

### Vitraux
Certains vitraux représentent des portraits de saints en pieds comme saint Pierre et saint Paul ou le Sacré-Cœur au centre de l’abside.

### Éléments sculptés
- Le monument aux morts et les fonts baptismaux, situés près de l’entrée principale.
- Les stalles (1878-1881).
- La chaire datant de 1846 est l’œuvre de l’ébéniste Jean Félix originaire de Lamastre et établi à Saint-Félicien. Sa cuve est décorée de sculptures représentant les quatre évangélistes.
- Les autels latéraux de la sainte Vierge et de saint Joseph.
- Le Christ en croix apposé contre une colonne et supporté par un bas-relief comprenant des têtes d’anges provient de l’ancienne église.

### Tableaux

#### Tableaux
L’église est décorée par plusieurs tableaux.

#### Chemin de croix
Le Chemin de Croix rappelle différents épisodes en quatorze stations du premier vendredi saint : la Passion du Christ. Ici il date de la fin XXe siècle ou du XXIe siècle et a comme particularité de représenter des paysages des environs du village comme décors de fond.

### Autres éléments
La mosaïque du chœur (1878-1881) et les statues en bois doré décorant la nef.

### Cloches
Plusieurs cloches assurent ici les sonneries civiles (heures) et religieuses.

## Chronologie des curés

### ? – 1879
Un curé, aidé parfois d'un vicaire a la charge de la paroisse dont le territoire correspond approximativement à celui de la commune.

### 1879 – 1994
Un curé, aidé parfois d'un vicaire a la charge de la paroisse dont le territoire correspond à une partie de celui de la commune.

### 1994 – 2003
Une équipe presbytérale dont les membres sont « curés in solidum » (responsables solidairement) a la charge de l’ensemble des paroisses catholiques du canton de Saint-Félicien sauf celles d'Arlebosc et de Lafarre (Ensemble Inter Paroissial de Saint-Félicien).

### Depuis 2003
Avec la création de la paroisse Saint-François Régis (Ay, Daronne) dont le territoire comprend les cantons de Satillieu et de Saint-Félicien à l’exception d’Arlebosc,  soit les vallées de l’Ay et de la Daronne, une Équipe d’Animation Pastorale (E.A.P.) composée de laïcs en mission et de prêtres nommés « curés in solidum » à la charge de la paroisse nouvelle.